# 800 mètres masculin aux Jeux olympiques d'été de 2000 (athlétisme)
Navigation
Atlanta 1996 Athènes 2004
L'épreuve du 800 mètres masculin aux Jeux olympiques de 2000 s'est déroulée du 23 au 27 septembre 2000 au Stadium Australia de Sydney, en Australie.  Elle est remportée par l'Allemand Nils Schumann.

## Résultats

### Finale
| Rang               | Athlète                  | Pays           | Temps         | Note |
| ------------------ | ------------------------ | -------------- | ------------- | ---- |
| Médaille d'or      | Nils Schumann            | Allemagne      | 1 min 45 s 08 |      |
| Médaille d'argent  | Wilson Kipketer          | Danemark       | 1 min 45 s 14 |      |
| Médaille de bronze | Aissa Djabir Said-Guerni | Algérie        | 1 min 45 s 16 |      |
| 4                  | Hezekiél Sepeng          | Afrique du Sud | 1 min 45 s 29 |      |
| 5                  | André Bucher             | Suisse         | 1 min 45 s 40 |      |
| 6                  | Yuriy Borzakovskiy       | Russie         | 1 min 45 s 83 |      |
| 7                  | Glody Dube               | Botswana       | 1 min 46 s 24 |      |
|                    | Andrea Longo             | Italie         |               | DSQ  |

## Légende
Records et Performances
- AR : Record continental (area record)
- CR : Record des championnats (championship record)
- MR : Record du meeting (meet record)
- NR : Record national (national record)
- OR : Record olympique (olympic record)
- PR : Record paralympique (paralympic record)
- PB : Record personnel (personal best)
- SB : Meilleure performance personnelle de la saison (season's best)
- WL : Meilleure performance mondiale de l'année (world leader)
- WJR : Record du monde junior (world junior record)
- WR : Record du monde (world record)

Circonstances et Conditions
- DNF : N'a pas terminé (did not finish)
- DNS : N'a pas pris le départ (did not start)
- DQ : Disqualification (disqualification)
- NM : Aucun essai valable enregistré (No Mark)
- Q : Qualifié « directement » au prochain tour (ou à la prochaine compétition), lors d'une compétition majeure, grâce au classement ou à la réalisation des minima (automatic qualifier)
- q : Qualifié au prochain tour (ou à la prochaine compétition), lors d'une compétition majeure, grâce au repêchage ou à la réalisation de l'une des meilleures performances parmi celles des « non qualifiés directement » (grâce au meilleur temps ou à la meilleure distance par exemple) (secondary qualifier)